# Zbyszek-Gletscher
Der Zbyszek-Gletscher (polnisch Lodowiec Zbyszka) ist ein kleiner Gletscher auf King George Island im Archipel der Südlichen Shetlandinseln. Er fließt zwischen dem Polonia-Gletscher und dem Hektor-Eisfall in das Kopfende der Three Kings Cove.
Polnische Wissenschaftler benannten ihn 1980. Namensgeber ist der polnische Geologe Zbigniew „Zbyszek“ Rubinowski, Teilnehmer an der von 1979 bis 1980 durchgeführten polnischen Antarktisexpedition.